# Eliseo Chiavassa
Eliseo Chiavassa (Argentina, 8 de abril de 2003) es un jugador profesional argentino de rugby que se desempeña en la posición de ala abierto en Pampas, equipo perteneciente a la liga Super Rugby Américas.

## Carrera
En 2022, Chiavassa comenzó su carrera deportiva con el equipo Club de Rugby Los Tilos. En 2023 se unió a Pampas, donde lleva jugando dos temporadas. Además, es parte de la segunda selección argentina de rugby, Argentina XV. También fue parte de la Selección juvenil de rugby de Argentina.